# Cyrtandra kusaimontana
Cyrtandra kusaimontana là một loài thực vật có hoa trong họ Tai voi. Loài này được Hosok. mô tả khoa học đầu tiên năm 1934.